# 1+1: Нова історія
«1+1: Нова історія» (англ. The Upside, укр. Позитив) — це американський комедійно-драматичний фільм 2017 року режисера Ніла Бергера за сценарієм Джона Хартмера. Це римейк французького фільму 2011 року «Недоторканні», який натхненний життям Філіпа Поццо ді Борго. У фільмі йдеться про паралізованого мільярдера (Браян Кренстон), який випадково зав'язує дружбу з нещодавно звільненим засудженим (Кевін Гарт), якого він наймає доглядальником для себе. У фільмі знімалися Ніколь Кідман, Гольшіфте Фарахані, Джуліанна Маргуліс та інші зірки. Це третій римейк «Недоторканних» після двомовного фільму мовою телугу і тамільській «Дихання/Компаньйон» («Oopiri») та аргентинського фільму «Нерозлучні» (2016).
Англомовний римейк уперше було анонсовано у липні 2011 року. Взяти участь у ньому зголосилися численні актори, серед яких Кріс Рок, Ідріс Ельба, Колін Ферт та Джессіка Честейн, а до режисури бралися різні режисери, зокрема Пол Фейг та Саймон Кертіс. Гарт офіційно був найнятий на роботу у жовтні 2014 року, Кренстон — у березні 2016 року, а Бергер — у серпні цього ж року. Зйомки фільму розпочалися у Філадельфії у січні 2017 року.
Прем'єра фільму відбулася на Міжнародному кінофестивалі у Торонто 2017 року. Спочатку фільм поширювався компанією Вайнштейна. У березні 2018 року був відкладений на полицю, а згодом проданий зі знижкою через звинувачення у сексуальному насильстві Харві Вайнштейна. Зрештою, його придбали STX Entertainment та Lantern Entertainment (спадкоємець TWC), які потім випустили його у США 11 січня 2019 року. Він став першим випуском Lantern. Показ фільму «1+1: Нова історія» зібрав 122 мільйони доларів у всьому світі та отримав неоднозначні відгуки критиків, які похвалили Гарта та Кренстона за хімію та акторську гру, але критикували сюжет за те, що він «передбачуваний та кліше».

## Сюжет
Поліція Нью-Йорка зупинила Делла Скотта (Кевін Гарт) та прикутого до візка Філіпа Лакасса (Браян Кренстон), які мчали по Нью-Йорку у феррарі. Делл переконує офіцерів, що він мчить Філіпа до відділення швидкої допомоги; Філіп розігрує жалісливу сцену, і двоє поліцейських супроводжують їх до лікарні.
За пів року до цього Делл збирає необхідні йому підписи, щоб довести, що він шукає роботу, інакше йому доведеться відповідати за порушення недавнього дострокового звільнення. Він заходить до будівлі, в якій шукає роботу двірника, але опиняється у пентхаусі будинку Філіпа, заможного візочника. Філіп із його помічницею Івонною Пендлтон (Ніколь Кідман) опитують кандидатів на посаду доглядальника, на кшталт «помічника в житті». Делл заходить і вимагає підпису для свого офіцера з умовно-дострокового звільнення. Попри заперечення Івонни, заінтригований, Філіп пропонує йому роботу, але Делл відмовляється.
Делл відвідує свою колишню дружину Латріс (Аджа Наомі Кінг) та сина Ентоні (Джахі Ді'Алло Вінстон) у їхній напівзруйнованій квартирі, але жоден з них не бажає приймати Делла назад у своє життя. Він дарує Ентоні книгу, яку він викрав у бібліотеці Філіпа. Зрештою Делл приймає пропозицію Філіпа; Івонна попереджає, що він повинен довести, що може впоратися зі своїми обов'язками, і «три страйки» негайно звільнять його. Делл, не маючи досвіду, спочатку робить усе неправильно, незважаючи на вказівки фізичного терапевта Філгі Меггі (Гольшіфте Фарахані), і швидко заробляє два страйки. А потім без попередження залишає будинок, щоб віддати свою першу зарплату Латріс, і просить повернути вкрадену книгу, але вона відмовляється. Після повернення Делла Івонна наносить йому третій страйк за його незрозумілу відсутність, але Філіп прикриває його.
Коли Філіп пояснює свій суворий наказ «Не реанімувати», Делл розуміє, що втратив він смак до життя, але коли бачить, що Філіп відмовляється дихати, не дозволяє йому померти. Делл вивозить Філіпа до міста, де вони діляться канабісом, щоб полегшити невротичний біль Філіпа. Делл і Філіп починають спілкуватися, і Філіп розповідає Деллу, що його паралізувало в результаті падіння з параплана, і виявляє біль від втрати дружини. Делл налаштовується на турботу про Філіпа, навіть модифікує його інвалідне крісло, знайомиться з оперою та сучасним мистецтвом; він створює власну картину, яку Філіп вивішує у пентхаусі.
Делл підозрює, що Івонна має почуття до Філіпа, але вона повідомляє йому, що Філіп перебуває в епістолярних стосунках із жінкою на ім'я Лілі (Джуліанна Маргуліс); вони ніколи не зустрічалися і не розмовляли, спілкуючись лише через листи. Під натиском Делла Філіп залишає Лілі голосову пошту.
Філіп приєднується до Делла, коли він проводить день з Ентоні. Все йде добре, допоки Делл не попросив Ентоні повернути книгу. Розчарований у батькові, Ентоні повертає книгу і виходить. Делл і Філіп повертаються додому і потрапляють на сюрприз з Днем народження, який Івонна організувала разом із сусідами Філіпа проти його бажання. Він свариться з Деллом, який потім розбиває різні предмети у кімнаті на пропозицію Філіпа, як засіб катарсису. Це їх об'єднує. Вони знову вживають канабіс, а потім йдуть до гостей веселитися на вечірці. Картер (Тейт Донован), сусід Філіпа, якого той не любить, підходить до нього з приводу кримінальної справи Делла, але Філіп ігнорує його. Лілі дзвонить Філіпу, і вони погоджуються пообідати.
У ресторані Філіп повідомляє, що Картер купив картину Делла за 50 000 доларів, які він віддає йому для започаткування власного бізнесу. Коли Лілі приїжджає, вона дозволяє Деллу піти, заздалегідь вивчивши стан Філіпа, але поступово стає схвильованою і зізнається, що це не те, чого вона чекала. Філіпу боляче, він різко закінчує побачення і повертається додому, де сварить і звільняє Делла.
Час минає; Делл купує Латріс та Ентоні новий будинок і започатковує бізнес — будівництво інвалідних візків. Меггі просить Делла допомогти Філіпу, який занурився у депресію і прогнав Івонну геть. Делл пропонує Філіпу покататися, що веде до зустрічі з поліцією на початку фільму. Вони тікають із лікарні та відновлюють свою дружбу. Делл захоплює Філіпа поїздкою та польотом на параплані, і сам захоплюється, коли змушений приєднатися. Потім Делл приводить Філіпа на зустріч із Івонною, залишаючи їх удвох для примирення, а сам повертається додому до Латріс та Ентоні.
Наприкінці фільму субтитри стверджують, що Делл та Філіп і досі залишаються близькими друзями.

## У ролях
- Кевін Гарт у ролі Делла Скотта
- Браян Кренстон у ролі Філіпа Лакасса
- Ніколь Кідман у ролі Івонни Пендлтон, особистої помічниці Філіппа
- Фарахані, у ролі Меггі, особистого тренера Філліпа
- Ейджа Наомі Кінг у ролі Латріс, колишньої дружини Делла
- Тейт Донован у ролі Картера, сусіда Філіппа
- Джахі Ді'Алло Вінстон у ролі Ентоні, сина Делла
- Женевієва Ангельсон у ролі Дженні, покійної дружини Філіппа
- Сюзанна Савой у ролі Шарлотти, кухарки Філіппа
- Джуліанна Маргуліс у ролі Лілі, епістолярної коханої Філіппа

## Виробництво

### Розвиток
У липні 2011 року, крім придбання прав на розповсюдження в англомовних, скандинавських країнах та Китаї, компанія Weinstein придбала права на римейк фільму «Недоторканні» англійською мовою. У червні 2012 року Пол Фейг був призначений режисером та сценаристом, а Кріс Рок, Джеймі Фокс та Ідріс Ельба прагнули отримати роль Делла, Колін Ферт вів переговори про роль Філліпа, а Джессіка Честейн та Мішель Вільямс мітили на головну жіночу роль.
До березня 2013 року Фейг відмовився від режисури, з Томом Шадяком домовився замінити його, а Кріс Такер розглядав роль Делла. У жовтні 2014 року Кевін Гарт знявся у ролі Делла, а Ферт все ще був затверджений на роль Філіппа.
У березні 2016 року було оголошено, що Браян Кренстон зіграє Філіппа, замінивши Ферта. Саймон Кертіс повинен був режисувати Кренстона і Гарта за сценарієм, написаним Фейгом. До серпня 2016 року Кертіс відмовився від режисури. Ніл Бергер був оголошений його заміною. Був використаний сценарій Джона Хартмера, а не робота Фейга.
У січні 2017 року Ніколь Кідман та Женевієва Ангельсон приєдналися до складу фільму, а в лютому 2017 року також були зняті Ая Наомі Кінг та Джуліанна Маргуліс.
2 серпня 2017 року назву фільму було змінено на «Upside».

### Зйомки
Основна зйомка розпочалася 27 січня 2017 року у Філадельфії. Офіційне фото персонажа Гарта було опубліковано 30 січня 2017 року через його акаунт в Instagram. Фільм спочатку отримав рейтинг R від MPAA, але Бергер та виробники фільму обрізали його, щоб отримати рейтинг PG-13.

## Вихід
Фільм отримав свою світову прем'єру на Міжнародному кінофестивалі у Торонто 8 вересня 2017 року. Спочатку планувалося випустити у США 9 березня 2018 року. Однак, у січні 2018 року, після скандалу щодо звинувачення у сексуальних зловживаннях Харві Вайнштейна, фільм було знято з прокату компанією Вайнштейн і перенесено на невизначену дату 2018 року.
У серпні 2018 року було оголошено, що STX Entertainment буде співпрацювати з компанією Lantern Entertainment, спадкоємцем TWC, для розповсюдження фільму. Він був випущений у США 11 січня 2019 року. STX витратив трохи менше 30 мільйонів доларів на просування фільму, включаючи 7 мільйонів доларів на телевізійну рекламу.

## Показ

### Касові збори
У Сполучених Штатах та Канаді касові збори фільму сягнули 108,3 мільйона доларів, а на інших територіях — 14,5 мільйона доларів, загалом у світі — 122,7 мільйона доларів, проти виробничого бюджету — 37,5 мільйонів доларів.
У Сполучених Штатах та Великій Британії фільм вийшов одночасно з фільмами «Репродукція», «Шлях додому» та широким прокатом фільму «За статевою ознакою», і спочатку прогнозувався до 10 мільйонів доларів США від 3080 театрів у вихідні. Однак, заробивши 7 мільйонів доларів у перший день (включаючи 1,1 мільйона доларів за попередній перегляд у четвер), ставки були підвищені до 19 мільйонів доларів. Він дебютував до 20,4 мільйона доларів, став першим фільмом, який обігнав Аквамена за касовими зборами через три тижні, вийшовши на перше місце. Фільм спустився на друге місце у вихідні наступного року після прем'єри нового фільму «Скло», отримавши 15,7 мільйона доларів. Він продовжував добре триматися протягом двох наступних вихідних, отримавши 11,9 мільйонів доларів США та 8,9 мільйонів доларів, обидва рази фінішуючи за «Склом».

### Критика
На огляді агрегатора рецензій Rotten Tomatoes фільм має рейтинг схвалення 41 %, спираючись на 175 відгуків, із середнім рейтингом 5,25 / 10. Критика на вебсайті зазначає: "Прокляте, маніпулятивне та розчаровуюче кліше «The Upside» демонструє хімію Браяна Кренстона та Кевіна Гарта, не демонструючи жодного повного використання цього ". На Metacritic, який використовує середньозважену оцінку, фільм має оцінку 46 із 100, спираючись на 40 критиків, із зазначенням «змішаних або середніх відгуків». Аудиторії, опитані CinemaScore, давали фільму середній бал «A» за шкалою від A до F, в той час як PostTrak повідомляв, що кінооператори дали йому 4,5 з 5 зірок і «чітку рекомендацію» — 66 %.
Річард Ропер з Chicago Sun-Times пише: «Гарт демонструє щиру і відносно просту роль Делла, але він грає надто знайомий кіношний стереотип». Скотт Тобіас з «Різноманітності», переглядаючи фільм після прем'єри 2017 року, критично ставився до нього, оскільки фільм не зміг покращити оригінал чи оновити історію, написавши: "Так мало зроблено для покращення або оновлення «Недоторканних» для американської культури чи нової аудиторії, що «1+1: Нова історія» не має цілісності як окремий твір ". Пітер Бредшоу з The Guardian написав: «Уся робота неправильно оцінена і жорстоко солодка» і дав їй 1 з 5 зірок.